# گری مارشال
گری کنت مارشال (به انگلیسی: Garry Kent Masciarelli)، (زاده ۱۳ نوامبر ۱۹۳۴ – درگذشته ۱۹ ژوئیه ۲۰۱۶)، بازیگر، کارگردان و تهیه‌کننده آمریکایی بود. وی بر اثر سینه‌پهلو درگذشت.
پنی مارشال خواهر وی بود.

## فیلم‌شناسی

### کارگردان
● فرانکی و جانی
- دکترهای جوان عاشق
- زن زیبا
- عروس فراری
- دفتر خاطرات شاهزاده خانم
- دفتر خاطرات شاهزاده خانم ۲: تعهد سلطنتی
- خواهر دیگر

### بازیگر یا صدا پیشه
- جوجه کوچولو
- اورنج کانتی
- شعبده‌بازی
- هرگز بوسیده نشده
- بر فراز دریا
- گرگ و میش گلدها
- نمی‌تواند بهشت باشد